# The Message (filme)
The Message (em árabe: الرسالة—; romaniz.: Ar Risalah; br Maomé - O Mensageiro de Alá) é um filme líbano-líbio-marroco-britânico de 1976 dirigido pelo diretor árabe, Moustapha Akkad, que narra a vida do profeta Maomé. O filme foi lançado em duas versões: a versão em inglês e em árabe, e o filme narra o início da história do mundo islâmico.

## Enredo

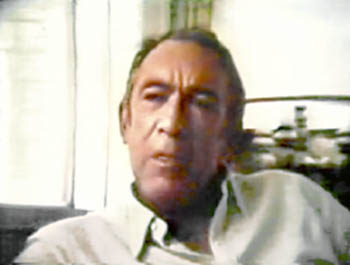
Anthony Quinn

O filme se inicia com os primeiros anos de Maomé como profeta de Alá, na cidade de Meca. Pelos insultos aos ídolos da Caaba e pelos seus ensinamentos, ele e os seus seguidores (os muçulmanos) são perseguidos, o que os faz imigraram para a cidade de Medina e, depois de conflitos e guerras, os muçulmanos retornam à Meca com trinfo. São descritos séries de acontecimentos, como a Batalha de Badr e a Batalha de Uude, e os personagem principais do filme são Hâmeza ibne Abdal Mutalibe (o tio de Maomé), Abu Sufiane (líder de Meca e patriarca do coraixitas) e sua esposa Hinde binte Utba (inimiga do Islão que, mais tarde, tornou-se muçulmana).

## Produção
O diretor Mustafah Akkad enfrentou Hollywood para fazer um filme sobre as origens do Islão e teve que ir para fora do Estados Unidos para levantar o dinheiro da produção para o filme. Falta de dinheiro para a produção quase encerrou a produção do filme, até que o financiamento foi finalmente fornecido pelo, na época, chefe do Estado Líbio, Muammar al-Gaddafi. O filme foi feito na Líbia e em Marrocos e a produção teve quatro meses e meio para construir as cidades de Meca e Medina, como eram no tempo de Maomé.
O diretor do filme, Mustafah Akkad, viu o filme como uma forma de ponte entre o mundo ocidental e islâmico, declarando em uma entrevista de 1976:
| “ | Eu fiz o filme porque é uma coisa pessoal para mim. Além de sua produção de valores como um filme, que tem a sua história, a sua intriga, o seu drama. Além de tudo isso, eu acho que foi algo pessoal, mesmo sendo sobre muçulmanos que viveram no Oriente, eu senti que era minha obrigação, meu dever, de dizer a verdade sobre o Islã. É uma religião que tem 700 milhões de seguidores, mas ainda é tão pouco conhecida e é isso que me surpreende. Achei que deveria contar a história que irá fazer esta abertura para o Ocidente. | ” |

Akkad filmou uma versão árabe do filme (em que Muna Wassef interpreta Hinde binte Utba) com um elenco formado por atores árabes do Oriente Médio. Ele achava que a versão em inglês com uma dublagem em árabe não seria suficiente, sendo que os árabes agem diferente do estilo de Hollywood. Alguns atores fazem a versão inglesa e árabe, em algumas cenas. Tanto a versão inglesa quanto a versão árabe agora são vendidas em conjunto em alguns DVDs dos Estados Unidos da América.

### Representação de Maomé
De acordo com as crenças muçulmanas sobre representações de Maomé, ele não foi retratado, nem sua voz foi ouvida. Esta regra foi também obedecida em relação às suas esposas, suas filhas, seus filhos (adotivos) e seus califas (Abacar, Ali, Omar e Otomão). Isso deixou o tio de Maomé, Hâmeza (Anthony Quinn/Abdullah Gaith) e seu filho adotivo Zaíde (Damien Thomas/Ahmed Marey) como personagens centrais. Durante as batalhas de Badr e Uude retratada no filme, Hâmeza estava no comando nominal, embora a luta de verdade foi liderada por Maomé.
Sempre que Maomé estava presente ou muito perto, sua presença foi indicada pela música de órgão. Suas palavras, como ele falou delas, foram repetidas por outras pessoas, como Hâmeza, Zaíde e Bilal (um escravo abissínio). Quando uma cena chamou para ele estar presente, a ação foi filmada de seu ponto de vista e outros estavam em cena para um diálogo inédito.
O mais próximo que o filme chegou a uma representação de Maomé ou de sua família imediata foi a opinião da espada de Ali "Zulfiqar" durante cenas de batalha, assim como o pessoal nas cenas na Caaba ou em Medina.

## Elenco

### Elenco na versão em inglês
- Anthony Quinn - Hâmeza
- Irene Papas - Hinde
- Michael Ansara - Abu Sufiane
- Johnny Sekka - Bilal
- Damien Thomas - Zaíde
- Michael Forest - Calide
- Donald Burton - Anre ibne Alas
- Ewen Solon - Yasir
- André Morell - Abu Talibe
- Wolfe Morris - Abu Lahab
- Rosalie Crutchley - Sumayyah

### Elenco na versão em árabe
- Abdullah Gaith - Hâmeza
- Muna Wassef - Hinde
- Hamdi Gaith - Abu Sufiane
- Ali Ahmed Salem - Bilal
- Ahmed Marey - Zaíde
- Mohammed Al-Arabi - Amar
- Hassan Al-Jundi - Abu Jal
- Mahmud Sa'eed - Calide

## Prêmios
O filme foi indicado para o Oscar de 1977 como Melhor Música, pela música de Maurice Jarre.